# Sojoez TMA-5

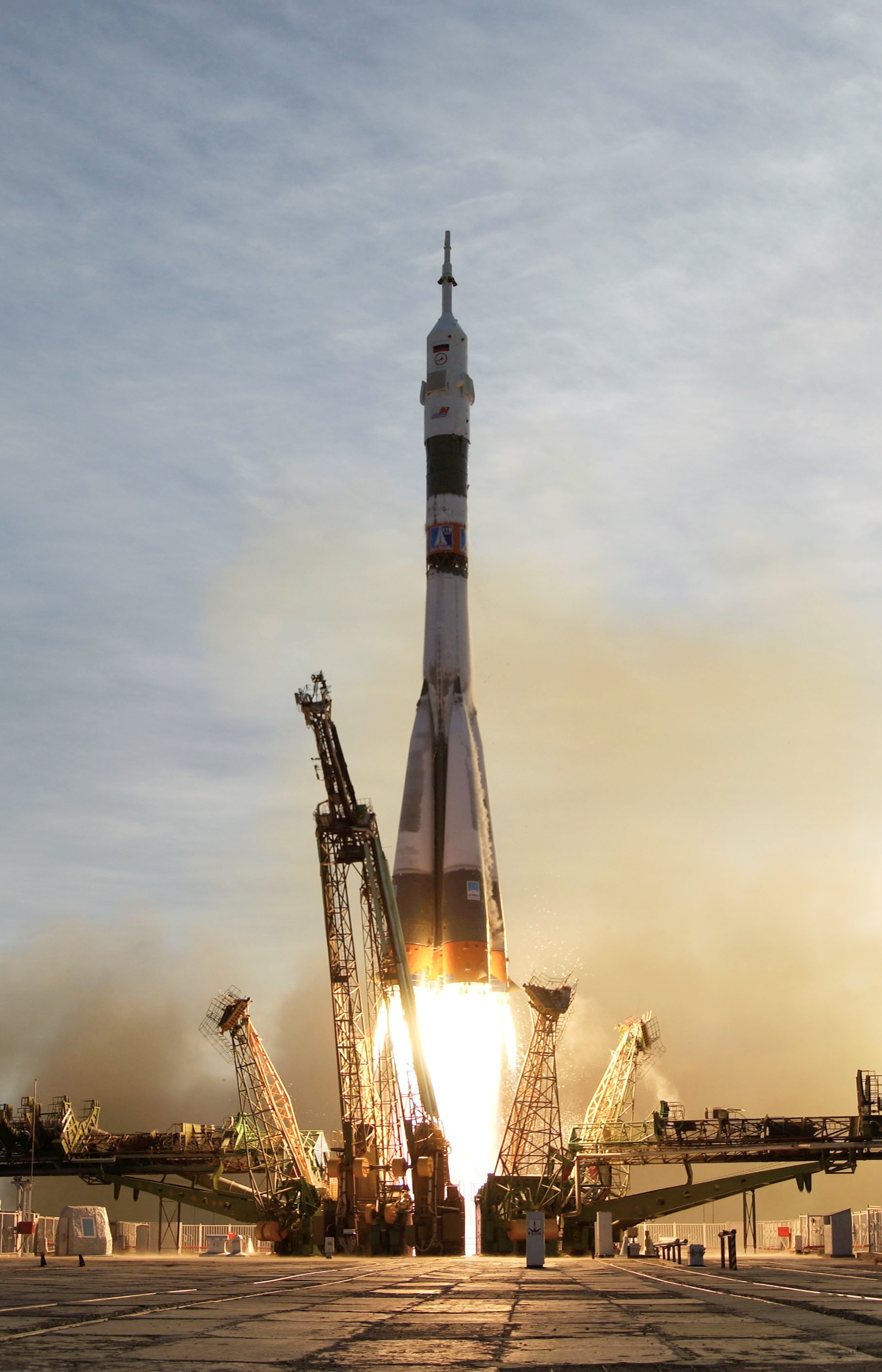
lancering van de Sojoez TMA-5

Sojoez TMA-5 (Russisch: Союз ТМА-5) was een Sojoez-missie naar het International Space Station.

## Bemanning
Gelanceerde en gelande bemanning van ISS Expeditie 10
- Salizjan Sjaripov  -  Rusland
- Leroy Chiao  -  Verenigde Staten

Gelanceerd
- Joeri Sjargin -  Rusland

Geland
- Roberto Vittori - ESA  Italië

## Missie parameters
- Massa: ? kg
- Perigeum: 200 km
- Apogeum: 252 km
- Glooiingshoek: 51.7°
- omlooptijd: 88.7 min

### Gekoppeld aan het ISS
- Gekoppeld aan het ISS: 16 oktober, 2004,04:16 UTC (aan de pirs module)
- Afgekoppeld van het ISS: 29 november, 2004, 09:29 UTC (van de pirs module)
- Gekoppeld aan het ISS: 29 november, 2004,09:29UTC (aan de Zarya module)
- Afgekoppeld van het ISS: 24 april, 2005, 18:44 UTC (van de Zarya module)